# La Roca (Castellcir)
La Roca és una masia del terme municipal de Castellcir, al Moianès.
Està situada a prop i a llevant de l'extrem nord del poble de Castellcir, a la Roureda, a ponent del Turó de Vilacís i al sud de la masia del Prat. Per sota seu, a llevant, discorre el torrent de la Roca
Es té constància d'aquesta masia des del 1107.
S'hi accedeix per un curt camí que arrenca cap a llevant del Camí de Santa Coloma Sasserra poc després de deixar enrere les cases més septentrionals de les urbanitzacions de la Roureda i el Prat.